# ČSD E 422.0 sorozat
A ČSD E 422.0 sorozat, később ČD 100 sorozat, egy csehszlovák gyártású Bo´Bo´ tengelyelrendezésű 1,5 kV DC áramrendszerű villamosmozdony-sorozat. 1956 és 1957 között gyártotta a Škoda Plzeň az 1500 V egyenárammal villamosított Tábor-Bechyne és Rybnik-Liptou mellékvonalakra, összesen négy darab épült. 2005-ben selejtezték.

## Története
Ezekkel a mozdonyokkal felváltották az 1903 és 1941 közötti évekből származó túlkoros járműparkot. 1955-ben rendelte meg a ČSD a mozdonyokat, majd 1956-ban és 1957-ben szállították le a négy darab mozdonyt. A Skoda sok konstrukciós fogást áthozott ebbe a mozdonyba az ČSD E 499.0 sorozatból. A mozdony emiatt úgy néz ki, mint az elsőgenerációs Skoda-mozdonyok kicsinyített változata. Különlegességként a mozdonyokba egy kívülről hozzáférhető poggyásztér is került.
A mozdonyok két mellékvonalon szolgáltak, majd a ČD 113 sorozattal feleslegessé váltak először a Tábor-Becyne, majd a Rybnik-Liptou vonalon (utóbbit időközben átépítették 25 kV 50 Hz feszültségrendszerre).
Tábor-ban megőrizték az E422.001 (100 001) mozdonyt üzemképesen, míg az E422.003 (100 003) a Lužna u Rakovníka vasúti múzeumba került.